# Gilaki (taal)
Gilaki (Perzisch: گیلکی) is een Iraanse taal die gesproken wordt in het noorden van Iran, aan de Kaspische Zee. De taal wordt nog door 2 tot 4 miljoen mensen gesproken, bijna allemaal in de provincies Mazandaran en Gilan. 
Het Gilaki is verwant met het Perzisch en sprekers van deze talen kunnen elkaar verstaan. 
- Het Gilaki kan in 3 dialecten onderverdeeld worden: Westelijk Gilaki, Oostelijk Gilaki, en Galeshi.